# Santiago de Cuenda
Santiago de Cuenda es una localidad del estado mexicano de Guanajuato. Es parte del municipio de Santa Cruz de Juventino Rosas.

## Toponimia
El nombre «Santiago» hace referencia al santo patrono de la localidad: Santiago el Mayor. El nombre «Cuenda» proviene del otomí, su significado es «semilla».

## Demografía
| Gráfica de evolución demográfica |
|                                  |

| Censo | Población |
| ----- | --------- |
| 1900  | 781       |
| 1910  | 868       |
| 1921  | 687       |
| 1930  | 836       |
| 1940  | 1 040     |
| 1950  | 1 264     |
| 1960  | 1 466     |
| 1970  | 2 299     |
| 1980  | 2 854     |
| 1990  | 4 203     |
| 2000  | 4 762     |
| 2010  | 6 524     |
| 2020  | 7 052     |